# 萩原町立萩原中学校
萩原町立萩原中学校（はぎわらちょうりつ はぎわらちゅうがっこう）は、かつて岐阜県益田郡萩原町（現・下呂市）にあった公立中学校。

## 概要
- 昭和の大合併以前の萩原町全域が校区であった。宮田地区には宮田分校が設置されていた。
- 1952年、萩原町と川西村で中学校を再編。萩原・川西学校組合立北中学校、萩原・川西学校組合立南中学校に再編され廃校。
- 跡地は萩原小学校の敷地の一部となっている。

## 沿革
- 1947年（昭和22年）4月 - 益田郡萩原町に萩原町立萩原中学校として開校。萩原小学校の南舎のうち7教室を仮校舎とする。宮田小学校に宮田分校を設置。
- 1948年（昭和23年）8月5日 - 萩原小学校の隣接地に独立校舎（木造2階建）が完成。
- 1951年（昭和26年）4月 - 萩原町と川西村で学校組合を結成。萩原町と川西村の中学校（萩原中学校・萩原中学校宮田分校・川西中学校）を、萩原町北部（宮田・奥田洞・大ヶ洞）と川西村北部（野上・四美・尾崎）を校区とする中学校と、萩原町南部（萩原・花池・桜洞・上・上呂・中呂）と川西村南部（西上田・跡津・羽根）を校区とする中学校に再編することになる。
- 1952年（昭和27年）
  - 12月1日 - 再編後の中学校名が萩原・川西学校組合立北中学校と萩原・川西学校組合立南中学校に決まる。
  - 12月20日 - 閉校式を行う。
  - 12月31日 - 廃校。同時に宮田分校も廃校。

## その他
- 萩原中学校の後継校は萩原南中学校である[1]。